# فلسطينيو البيرو
فلسطينيو البيرو هم سكان جمهورية البيرو في أمريكا الجنوبية المنحدرين من أصول فلسطينية. بدأت الهجرة الفلسطينية إلى البيرو جزءا من هجرة شامية في اواسط القرن التاسع عشر في العهد العثماني ثم بعد نهاية الحرب العالمية الأولى، أما الثالثة فكانت بعد نكبة عام 1948 وحمل أصحابها هوية فلسطينية مميزة. يقدّر عدد الفلسطينيين في البيرو اليوم بـ30 إلى 40 ألفا.

## تاريخ الوجود الشامي في البيرو
بدأت الهجرات الشامية إلى البيرو في أواسط القرن التاسع عشر في ظل الظروف الاقتصادية والسياسية التي مرت بها الدولة العثمانية، وكان معظم المهاجرين من المسيحيين الذين غادروا هربا من الملاحقات الطائفية التي شهدتها البلاد. عرف المهاجرون الشاميون إلى أمريكا الجنوبية باسم «الأتراك» (بالإسبانية: Turcos)‏ لكونهم رعايا للدولة العثمانية ودخلوا البلاد بجواز سفر تركي. في حين توجه معظم القادمين مما يعرف اليوم بسورية ولبنان إلى الأرجنتين والبرازيل، كان الجزء الأكبر من المهاجرين الشاميين إلى تشيلي من الفلسطينيين. أما البيرو فوصلتها موجات الهجرة الشامية متأخرة نسبيا.

### أوائل الفلسطينيين في البيرو
يشير باحثون إلى أن مجموعة من المهاجرين القادمين من فلسطين استقرت على الساحل التشيلي عام 1880، وخاصة في فالبارايسو، وانتقل جزء منها إلى بيرو عام 1884، وتذكر السيد سعيد سحورية من مدينة بيليم أول الواصلين. تشير مصادر أخرى إلى وصول الأخوين من أصل فلسطيني جادالله ربيع وسعيد ربيع بين مايو ويونيو 1896 اللذان نزلا في ميناء بوينس آيرس ومن هناك سافروا إلى البيرو. كذلك يشار من بين المهاجرين الفلسطينيين الأوئل إلى البيرو للأخوين بطرس وخليل ميخائيل في عام 1888، ولاحقا وصل هامة قحاط من بيت جالا، إلى أياكوتشو في عام 1895 ويعد مؤسس عائلة قحاط في البيرو التي يبلغ عدد أبنائها اليوم حوالي 1200 شخص. في المجموع، تشير التقديرات إلى أن حوالي ثمانين عائلة من أصل فلسطيني استقرت هناك في السنوات الأخيرة من القرن التاسع عشر، بدأت رحلاتها من ميناء حيفا وتوقفت في جنوة أو مرسيليا حسب تابعية شركة السفر إيطالية أو فرنسية، ومن هناك سافروا إلى بوينس آيرس، حيث نزلوا قبل أن تواصل السفينة رحلتها إلى ميناء قرطبة الأرجنتينية أو سانتا في، ومن هناك عبرت بهم البغال جبال الأنديز إلى مدينة كوسكو.
كان معظم المهاجرين من أصول فلاحية وعملوا بالتجارة عند وصولهم إلى أمريكا الجنوبية: بدأوا العمل في البيع في الشوارع، مستفيدين من تطور خط السكة الحديد في المناطق الداخلية من البيرو الذي بدأ في عام 1876 ووصل إإلى كوسكو في عام 1906. كذلك وصل جزء من المهاجرين الفلسطينيين برأس مال كافٍ منذ البداية لإنشاء متجر وبيع منتجات مختلفة منه، خاصة صوف الألبكة الذي كان ذا قيمة عالية في ذلك الوقت. حقق المهاجرون الأوائل نجاحا كبيرًا في التجارة في البيرو بسبب عدة عوامل: أولاً، بسبب الازدهار الاقتصادي الذي كان يشهده جنوب بيرو في نهاية القرن التاسع عشر وبداية القرن العشرين. وثانيا كان قبول المجتمع البيروفي لما يسمونه «الأتراك» جيدًا بشكل عام وجعل اندماج الفلسطينيين والسوريين اللبنانيين أسهل بكثير مما كان متوقعًا. كان هذا أساسا لسببين. فالمجتمع البيروفي في نهاية القرن التاسع عشر وبداية القرن العشرين كان مجتمعًا طبقيًا للغاية في ما يتعلق بلون البشرة، فلم يحظ السود والسكان الأصليين باحترام كبير، على عكس ذوي البشرة البيضاء الذين كان القادمين من الشام يحسبون منهم. إضافة إلى ذلك كان المهاجرون مسيحيين أرثوذكس اندمجوا بسرعة في المجتمع المسيحي الكاثوليكي في البيرو ولم يشكل الدين أي عائق أمام قبولهم واستقرارهم في البلاد. من أشهر العائلات الفلسطينية في البيرو عائلات شحادة (بالإسبانية: Shehade)‏K وأبوغطّاس (بالإسبانية: Aboughattas)‏ وخاروف (بالإسبانية: Jarufe)‏.
جرت موجة الهجرة الثانية من هذه الهجرة بين عامي 1919 و 1940. في الحالة الفلسطينية كان التقدم الجيد في الأعمال التجارية التي يديرها الفلسطينيون يعني أن هناك حاجة إلى موظفين جدد للتوسع نحو ساحل بيرو ونحو البلدان المجاورة الأخرى في عقد العشرينات من القرن الماضي. بالإضافة إلى ذلك، استقر المجتمع الفلسطيني في بيرو بشكل كامل حوالي عام 1920 وبدأ القادمون يتخلون عن فكرة العودة.
وصل أول مهاجرين فلسطينيين مسلمين إلى بيرو بعد نهاية الحرب العالمية الأولى، متأخراً بعض الشيء عن الأرجنتين أو تشيلي. لم تأت هذه المجموعة مباشرة من فلسطين، بل من دول أمريكية أخرى، خاصة من كوبا. ويشار إلى قدوم حوالي عشر عائلات فلسطينية مسلمة، وجميعهم في الأصل من منطقة رام الله، وستقروا على ساحل البيرو الشمالي في مدن بيورا وبيسكو وتشيكلايو. وصلت أيضا ابتداء من العام 1910، وبشكل أقوى منذ عام 1920 عائلات فلسطينية مسيحية جاءت مباشرة من فلسطين واستقرت على الساحل في مدن تشينشا وبيسكو وبشكل رئيسي تشيكلايو. على الرغم من أنهم بدأوا تجارا، إلا أنهم سرعان ما اشتروا أراضي وأصبحوا ملاكين وارتقوا في السلم الاجتماعي وعدوا جزءا من الطبقة الغنية في البلاد.

## الهجرة الفلسطينية بعد النكبة
بدأت المرحلة الثالثة من الهجرة إلى البيرو بعد نهاية الحرب العالمية الثانية. في الحالة الفلسطينية كانت أسباب الهجرة هذه المرة مختلفة تماما، فقد أدى قيام دولة إسرائيل عام 1948 إلى طرد مجموعة كبيرة من الفلسطينيين، كما أدى ذلك إلى تخلي المهاجرين المقيمين في بيرو تمامًا عن فكرة العودة إلى بلادهم. كانت أكثرية المهاجرين ابتداء من العام 1950 ذات خلفية مسلمة، وتبعهم كثيرون بتأثير الأقارب الآخرين الذين استقروا بالفعل في المناطق الحضرية الرئيسية في البيرو، وخاصة في ليما التي شهدت نموا متسارعا منذ عام 1940 بفعل الهجرة المكثفة من الريف إلى المدينة.

## االهوية العربية والذوبان في المجتمع البيروفي
بخلاف مجموعات مهاجرة أخرى مثل الصينيين والإيطاليين واليابانيين، لم تحاول موجات الهجرة العربية الأولى تشكيل مجموعات عرقية خاصة، بل مالت إلى الذوبان في المجتمع البيروفي. يرجع ذلك إلى قلة الأعداد بالمقارنة مع المجموعات المهاجرة الأخرى (وصل إلى بيرو 10 آلاف عربي مقابل 100 ألف صيني)، وكذلك إلى خلفية معظم المهاجرين المسيحية وظروف خروجهم من بلاد الشام في تلك الفترة. تحول معظم المهاجرون إلى المسيحية الكاثوليكية وتحدث أبناؤهم الإسبانية، ولا يشار إلى أية محاولة لتأسيس مدارس لتعليم اللغة العربية في تلك الفترة.

## الفلسطينيون في بيرو اليوم
لفلسطين اليوم ممثلية في العاصمة البيروفية ليما، ومن منظمات للفلسطينيين المجتمعية الفدرالية الفلسطينية التي تمكنت من ترشيح أعضاء فيها لخوض الانتخابات السياسية في البلاد، ومنهم نائب رئيس الجمهورية ورئيس البرلمان ونائبه، وشاركت في الاعوام الأخير في جهود الفدراليات الفلسطينية في دول المنطقة من أجل إنشاء «الشبكة الفلسطينية لأميركا اللاتينية»، كما ينشط نادي الاتحاد العربي الفلسطيني (بالإسبانية: el Club Union Árabe Palestino)‏ الذي نظم في 2019 ملتقى «تقاليد» (بالإسبانية: Taqalid)‏ الثقافي الرياضي للجاليات الفلسطينية في أمريكا الجنوبية، وينظم سنويا جولات بالدرجات الهوائية تحت شعار «الكل من أجل فلسطين» (بالإسبانية: Todos por Palestina)‏.
أما أشهر السياسيين البيروفيين من أصل فلسطيني فهم:
- سيمون جودي (عودة): من أب فلسطيني وأم إيطالية، شغل منصب رئيس وزراء البيرو في 11 أكتوبر عام 2008 واستمر فيه حتي 11 يوليو 2009، حيث أقيل بعد خلاف مع الرئيس البيروفي آنذاك آلان غارسيا. شغل عدة مناصب سياسية آخرها منصب نائب رئيس البرلمان.

- عمر شحادة: النائب الثاني لرئيس الجمهورية في الأعوام 2012-2011.
- سلفادور حريزي: فلسطيني الأصل من مدينة بيت لحم وهو رئيس بلدية سان ميغيل في محافظة ليما،[8] وعضو برلمان ترأس الرابطة البرلمانية للصداقة البيروفية الفلسطينية.[9]
- سيزار عطالله: وزير.
- دانيال أبو غطاس: عضو كونغرس

أما في مجال الرياضة، فقد احتفظ الأخوان أبوغطاس بالأرقام القياسية الوطنية في الوثب العالي لعقود، كما حصل خوان جيه، وهو من أصل فلسطيني على ميدالية أولمبية في الرماية، وفي الألعاب البوليفارية عام 2010 حصل خالد قحاط على ذهبية الرماية. من المثقفين والأكاديميين يعرف خوان أبوغطاس، وعالمة المحيطات باتريثيا مخلوف، وفي مجال الفنون ناتاليا مخلوف مديرة متحف ليما للفنون، وإدغار سابا مدير مركز PUCP الثقافي، والممثلة فانيسا سابا.

## وصلات خارجية
- موقع الممثلية الفلسطينية في ليما
- لقطات من تظاهرة للفلسطينيين في ليما عام 2012، على موقع يوتيوب
- صفحة الفدرالية الفلسطينية في بيرو على موقع فيسبوك
- صفحة نادي الاتحاد العربي الفلسطيني في بيرو على موقع فيسبوك